# 야굽 마마도프
야굽 마마도프(아제르바이잔어: Yaqub Cavad oğlu Məmmədov 야구프 자바트 오글루 맴매도프), 1941년 3월 3일 ~ )는 아제르바이잔의 임시 대통령이었다. 1992년 3월 6일부터 5월 14일, 5월 18일부터 5월 19일까지 아제르바이잔의 대통령 권한대행을 했다.
야굽 마마도프는 1941년에 아제르바이잔, 게데베이 구, 앨리이스마이을르(Əliismayıllı)에서 태어났다. 아제르바이잔 의학 대학교(Azərbaycan Tibb Universiteti), 소아청소년과를 졸업했으며 1966년부터 아제르바이잔 의과 대학교에서 교수로서 병태생리학을 강의 중이다.